# Князево (Шимский район)
Князево — деревня в Шимском районе Новгородской области в составе Подгощского сельского поселения.

## География
Находится в западной части Новгородской области на расстоянии приблизительно 11 км на юго-запад по прямой от районного центра поселка Шимск.

## История
На карте 1847 года уже была обозначена как Князева.

## Население
Численность населения: 3 человека (русские 100 %) в 2002 году, 7 в 2010.